# 서아란
서아란(1990년 6월 20일~ )은 대한민국의 레이싱 모델이다. 가수로 활동하기도 하였으며, 본관은 이천이다.

## 경력

### 가수 경력
- 그룹 '하이레이디' 멤버

### 에이빙모델 경력
- 2015년 - 오토모티브위크 AREON부스 포즈모델

### 레이싱모델 경력
- 2012년 - 넥센타이어 스피드레이싱 모델
- 2013년 - CJ헬로모바일 슈퍼레이스 CJ레이싱팀 전속모델
- 2015년 - 핸즈모터스포츠페스티발 MEGAN레이싱 포즈 모델
- 2016년 - CJ대한통운 CJ제일제당레이싱팀 전속 모델

## 음반
- 2012년 'Hey Boy!'